# 韋登斯維爾

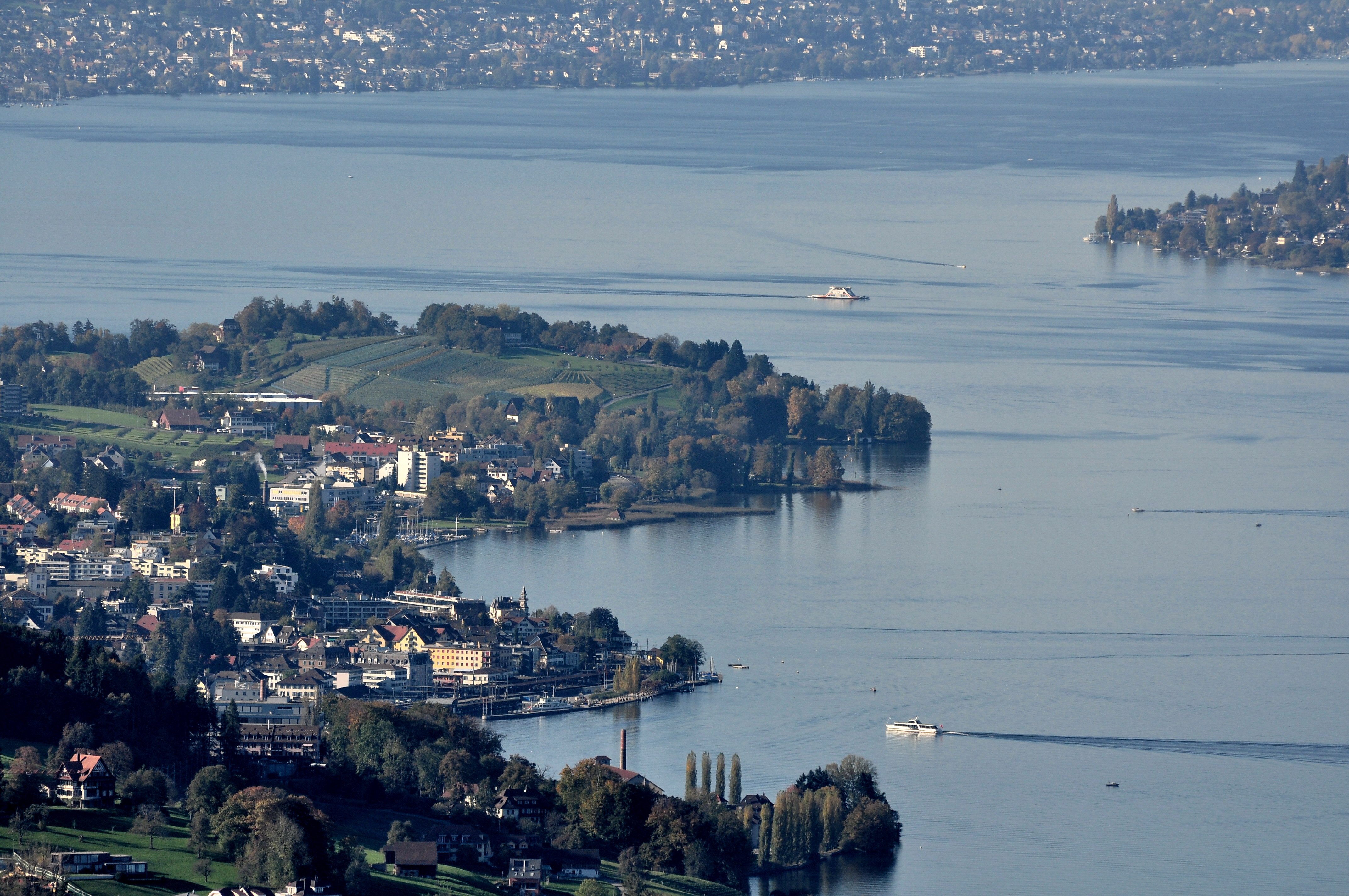
韦登斯维尔和苏黎世湖

韋登斯維爾（德語：Wädenswil）是瑞士联邦苏黎世州豪尔根区的市镇。该市镇面積为17.37平方公里，六成土地是農業用地，海拔高度407米，2018年12月31日人口数为21,617。

## 外部連結
- 韦登斯维尔官方网站 （页面存档备份，存于） （德文）